# Tolida artemisiae
Tolida artemisiae là một loài bọ cánh cứng trong họ Mordellidae. Chúng được Mulsant miêu tả khoa học năm 1856 và loài duy nhất trong chi đơn loài Tolida.